# Maurice Barman
Maurice Barman (Saint-Maurice, 7 agosto 1808 – Saillon, 4 agosto 1878) è stato un politico svizzero.

## Biografia
Figlio di Joseph-Antoine, notaio e giudice della corte suprema, e di Marie-Angélique Cheseaux, studiò al collegio di Saint-Maurice e alla scuola di diritto di Sion. Dal 1835 al 1877 fu sindaco a Saillon, dove possedeva un'azienda agricola. Sposò Eugénie Morand, figlia di Jean-Philippe Morand. Insieme ai fratelli Joseph-Hyacinthe Barman e Louis Barman fu un tipico rappresentante dell'ideologia radicale, fondata sull'uguaglianza tra il basso e l'alto Vallese e sull'introduzione del sistema proporzionale.
Deputato alla Dieta vallesana dal 1831 al 1839, nel 1840 fu a capo delle truppe del basso Vallese (fu poi colonnello fed. nel 1851) nella vittoriosa battaglia con i secessionisti altovallesani. Nel 1840-1841 fu Presidente del Consiglio di Stato del Vallese, cercando un compromesso tra l'opposizione sistematica dell'alto Vallese e gli oltranzisti della Giovane Svizzera. Sconfessato dal Gran Consiglio in seguito alla questione dei conventi argoviesi e dell'immunità ecclesiastica, nel 1843 diede le dimissioni e assunse la presidenza del Comitato di Martigny, che aveva come obiettivo l'instaurazione dei principi democratici in Vallese. Dirigente dell'ala moderata dei liberali, si unì ai Giovani svizzeri.
Dopo la sconfitta subita nel 1844 nelle gole del Trient dovette riparare a Bex e attendere la fine del Sonderbund per festeggiare il suo ritorno trionfale alla testa del governo provvisorio. In seguito Barman consolidò la propria posizione politica, affermandosi quale capo del partito radicale. Fu Consigliere di Stato dal 1848 al 1850 e dal 1852 al 1857, dirigendo il Dipartimento dei lavori pubblici, 1848-50 e 1852-57. Dal 1848 al 1857 fu Consigliere nazionale e dal 1850 al 1853 ricoprì il ruolo di prefetto del distretto di Martigny.
Fu il principale artefice della legislazione del 1848 e privilegiò lo sviluppo dell'istruzione e dell'agricoltura, dedicando allo studio dell'agricoltura vallesana l'opera Le livre du village (1842-1843 e 1856). Ideatore di grandi progetti, poi realizzati dai suoi successori, si adoperò per la creazione di una banca cantonale, per l'arginatura del Rodano e il miglioramento delle vie di comunicazione, ad esempio il Gran San Bernardo, il Furka, la galleria ferroviaria del Sempione. Nel 1857 il ritorno al potere dei conservatori segnò la fine della sua carriera politica. Pragmatico e moderato, fu un tipico esponente della borghesia radicale preindustriale.

## Opere
- Le livre du village, 1842
- La contre-révolution en Valais, au mois de mai 1844, 1844
- Simplon, Saint-Gothard et Lukmanier, 1861